# Dynastie Tây Sơn
Pour les articles homonymes, voir Annam.
1778–1802
Entités précédentes :
- seigneurs Nguyễn (1777)
- principauté de Hà Tiên (1777)
- seigneurs Trịnh (1787)
- Dynastie Lê postérieure (1789)

Entités suivantes :
- principauté de Hà Tiên (1787)
- dynastie Nguyễn (1802)

Tây Sơn est le nom donné à trois frères, Huệ, Lữ et Nhạc, du clan des Hồ, qui participent à la guerre civile vietnamienne à la fin du XVIIIe siècle. Originaires de Tây Sơn (d'où leur nom), un village situé près de Qui Nhơn, ils se révoltent en 1771 contre les seigneurs du Sud, les Nguyễn. Aidés par les Trịnh, seigneurs du Nord et rivaux de ces derniers, ils prennent d'abord la ville  de Qui Nhơn, qui devient leur capitale, puis de Gia Ðình (actuelle Saïgon) et enfin de la nouvelle capitale impériale Huế. 
Les membres seigneurs du Sud, ceux de la famille Nguyễn sont tous tués, à l'exception du jeune prince Ánh, âgé de 16 ans, neveu du dernier seigneur Nguyễn, qui se réfugie dans le delta du Mékong, puis obtient l'appui des Français par l'intermédiaire du prélat  Pierre Pigneau de Béhaine.

## Histoire
Le pays est en proie à un puissant soulèvement paysan à partir de 1771 (en). Un missionnaire espagnol a témoigné à propos des partisans des Tây Sơn :
« ils se mirent à parcourir les villages, annonçant aux gens qu'ils n'étaient pas des voleurs, mais des envoyés du Ciel, qu'ils voulaient faire régner la justice et libérer les populations de la tyrannie du Roi et des mandarins. Ils prêchaient l'égalité en toute chose. Et, fidèles à leur doctrine, ces précurseurs du socialisme moderne dépouillaient le mandarin et les riches de leurs biens, pour les distribuer aux pauvres ».
Sous le nom de Quang Trung, Huệ — qui comme ses frères a changé son nom de famille, Hồ, pour celui de Nguyễn — se proclame empereur en 1788, mettant fin de fait au règne théorique de la dynastie Lê, ainsi qu'à la domination des Trịnh dans le nord. 
En 1789, ils repoussent les Chinois, appelés à l'aide par les Lê, à la bataille de Ngọc Hồi-Đống Đa. En 1792, Quang Trung meurt sans héritier, déclenchant ainsi une guerre de factions au sein des partisans des Tây Sơn. Le désordre permet au prince Ánh de reconquérir le sud, tenu par Lữ, le dernier et le moins compétent des trois frères.
Leur dynastie prend fin en 1802, quand Nguyễn Phúc Ánh se proclame empereur sous le nom de Gia Long.
L’apport de l’empereur Quang Trung à l'histoire du Viêt Nam est important. Il a réunifié le pays, résisté à l’invasion chinoise du Vietnam, et imposé le vietnamien comme langue nationale.

### Origine de la dynastie Tây Sơn
Bien qu’issus de la paysannerie, les Tây Sơn sont les héritiers directs du clan des Hồ, représenté quelques siècles auparavant par l'empereur Hồ Quý Ly (1336-1407) de la dynastie Hồ  qui déposséda son petit-fils Trần Thiếu Đế de la dynastie Trần dont il était le régent, sa fille étant l'épouse de l'empereur Trần Nghệ Tông.
L’esprit social de leur combat a été repris au XXe siècle par leur descendant Ho Huu Tuong.

## Liste des rois puis empereurs
- 1771-1788/1793 : Nguyễn Nhạc roi en 1778 ;
- 1771-1788 : Nguyễn Lữ son frère, roi en 1778 ;
- 1771-1792 : Quang Trung hoàng đế frère des précédents, empereur en 1788 ;
- 1792-1802 : Quang Toan son fils ;
  - 1792-1795 : Bui Doc Tuyen, régent.